# Sinopoda tanikawai
Sinopoda tanikawai là một loài nhện trong họ Sparassidae. S. tanikawai được miêu tả năm 2000 bởi Peter Jäger & Ono.